# Friederich Beck
Grof Friedrich von Beck-Rzikowsky, avstrijski general, * 21. marec 1830, † 9. februar 1920.